# 크롤

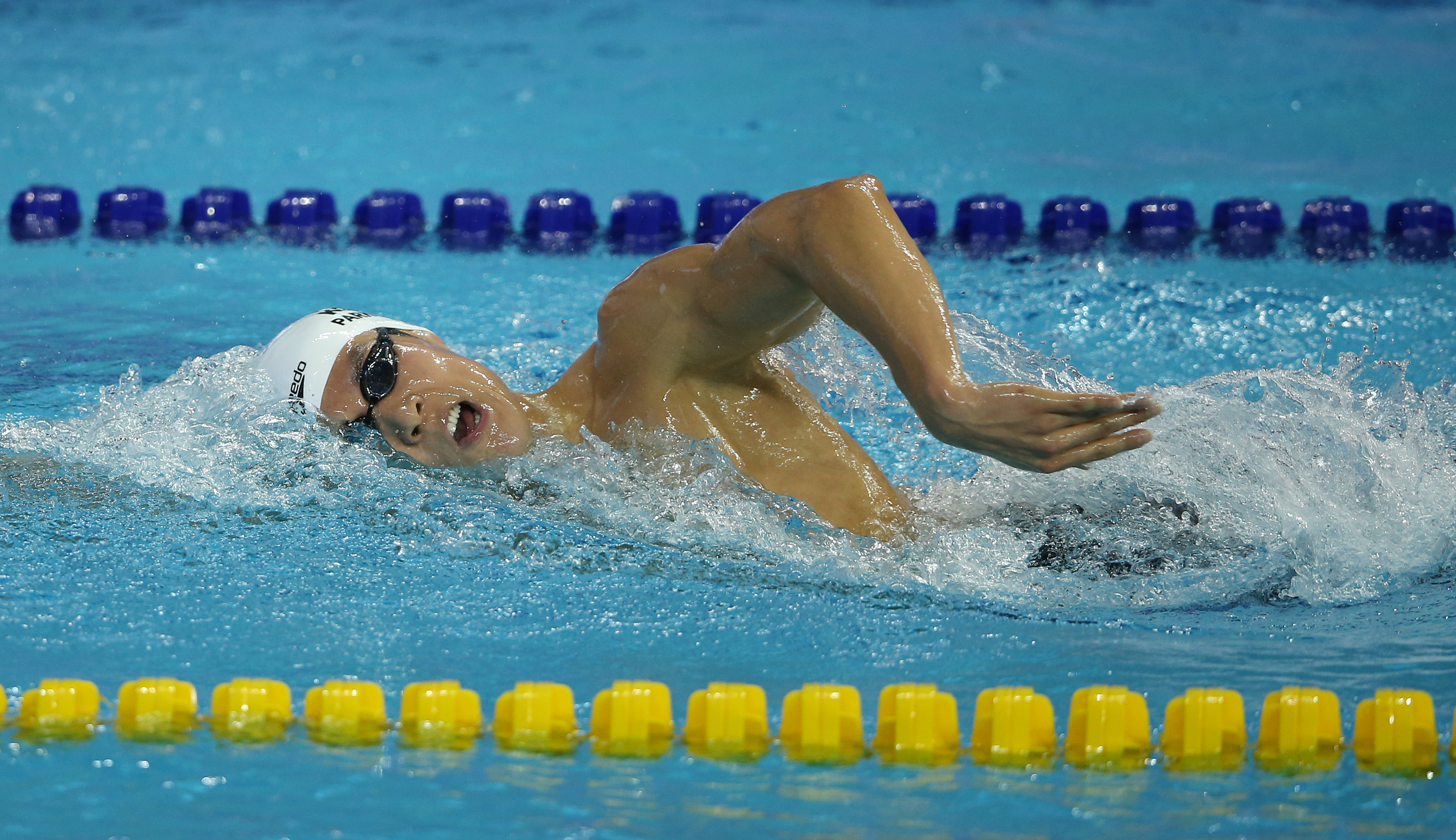
크롤을 하는 중에 숨을 들이쉬는 선수

크롤(front crawl, forward crawl, crawl stroke, Australian crawl, American crawl)은 수영 영법으로, 현재까지 개발된 영법 중 가장 빠른 영법이다. 배영(backstroke)과 함께 긴 축 영법(long axis stroke)에 속한다. 평영(breaststroke), 접영(butterfly stroke)과는 달리 크롤은 국제 수영 연맹(FINA)에 의해 규정되지 않지만 자유형에서 광범위하게 사용된다. 이 영법은 때때로 오스트레일리안 크롤(Australian crawl) 또는 아메리칸 크롤(American crawl)이라고 불리지만 엄밀히 말하면 이 명칭들은 프런트 크롤 영법들(front crawl strokes)의 약간 다른 변형 영법들을 지칭한다. 이 영법을 자유형(freestyle swimming)이라고 하기도 하지만, 엄밀히 말하면 자유형에서는 배영과 개헤엄(dog paddle)을 포함한 어떤 영법이라도 수영자가 선택할 수 있다.
수면에 엎드린 채 팔을 교대로 저으면서 물을 끌어당기며 헤쳐 나가는 수영법이다. 발로 물장구를 치며 상하로 움직여서 발목이나 무릎의 힘을 빼고 물을 세게 찬다. 물의 저항을 적게 하는 것이 중요하며 팔과 발의 동작과 호흡을 흐트러뜨리지 않아야 한다. 속력이 가장 빠르므로 자유형 경기에서 흔히 사용한다.

## 역사
크롤 영법은 고대 이후부터 현재로 이어진다. 이집트에 이 영법을 보여주는 얕은 돋을새김(bas relief) 작품이 있으며 기원전 2000년으로 거슬러 올라간다.
